# Hadji Muhtamad
Hadji Muhtamad (Bayan ng Hadji Muhtamad, Basilan) är en kommun i Filippinerna. Kommunen ligger på ön Basilan, och tillhör provinsen Basilan. Folkmängden uppgår till 25 085 invånare år 2015.

## Barangayer
Hadji Muhtamad är indelat i 10 barangayer.
| - Baluk-Baluk - Dasalan - Lubukan - Luukbungsod - Mananggal | - Palahangan - Panducan - Sangbay Big - Sangbay Small - Tausan |